# 每天為你讀一首詩
每天為你讀一首詩，台灣文學組織，由詩人洪崇德於2014年10月發起，該組織每天挑選一首現代詩撰寫賞析，以facebook、部落格與instagram為主要發表平台。

## 組織發展
各時期成員包含耕莘青年寫作會、台大現代詩社、政大長廊詩社、淡江大學微光現代詩社、東吳大學光年現代詩社、東華大學華文學系、東海大學甜筒詩社、成功大學成大詩議會、元智大學不成文詩社、國立臺北大學冬眠詩文學社、中山醫學大學艸祭詩社、中國醫藥大學籠鳥詩社、臺師大噴泉詩社的成員加入。
「每天為你讀一首詩」介紹的詩作以1970、1980世代的詩人為主，但在加入利文祺的楊牧專欄並以視訊直播方式進行年輕世代詩人作品討論後，開始對「經典」有更多的介紹。
因團隊成員生涯安排，曾於2017年11月21日三週年時暫時停止更新。在東華大學華文所教授張寶云（詩人阿流）協助下，團隊經整頓後於2019年3月重新運作，並為每月規劃不同主題，藉由系統性的詩作分享、製圖與賞析，在社群平台向群眾推展現代詩。

## 影響
每天為你讀一首詩的賞析不僅塑造讀者的閱讀美學，還與寫作者進行實質對話；而從臉書三個月觸及50萬人、部落格瀏覽超過400萬次可見，它以不同於傳統媒體的方式持續在當代文學社群發揮影響。
2020年，每天為你讀一首詩在雙十國慶與駐愛爾蘭台北代表處以及愛爾蘭文學館合作，將零雨、陳育虹、楊佳嫻、鯨向海、柴柏松、楊牧、吳晟、孫維民、龍瑛宗、陳黎共10首台灣現代詩英譯、由愛爾蘭和蘇格蘭詩人朗讀，同年進入國立台灣文學館編纂的文學年鑑。
2021年，每天為你讀一首詩社群平台的經營漸入佳境，每月主題包含課本詩選、文學獎詩、中國當代詩、生態詩、情詩、形式實驗詩、當代歌詞、銀鈴會詩選等，2月主題「詩語言敘事策略觀察」，由張寶云策劃，較以往的詩評更加深入探討詩歌的學理與方法，增添了閱讀的嚴謹性與學術氛圍；4月主題「楊牧詩文研讀」則邀請了曾琮琇、許嘉瑋、林餘佐、李蘋芬、利文祺、郭哲佑六位青年詩人撰寫賞析。
2022年，每天為你讀一首詩社群平台的每月主題包含拉丁美洲現代詩選、中美洲與墨西哥詩選、當代詩社詩選、敘事詩、Podcast詩選、西班牙現代詩選、澳門詩選等。

## 相關報導
- 聯合報：〈也耽美，也耍廢，也刺世〉[7]
- 中時電子報：〈新載體 為文學新生帶來機遇〉[8]
- ETtoday新聞雲：〈成員80多人從農夫到醫生！超狂粉專「每天為你讀一首詩」停擺一年重啟〉[2]
- 天下雜誌：〈「像極了愛情」爆紅然後呢？臉書、IG養的詩人，出書竟賣上萬本〉[9]

## 外部連結
- 每天為你讀一首詩臉書粉絲專頁
- 每天為你讀一首詩部落格 （页面存档备份，存于）
- 每天為你讀一首詩Instagram